# Michael Pitt
Michael Pitt   (West Orange i Nova York, 10 d'abril de 1981) és un actor, model i músic estatunidenc. Pitt és conegut sobretot pels seus papers a Els somiadors de Bernardo Bertolucci (2003), Last Days de Gus Van Sant (2005), Funny Games de Michael Haneke (2007), i per interpretar a Jimmy Darmody a la sèrie d'HBO Boardwalk Empire (2010-2011).
També ha aparegut a Hedwig and the Angry Inch (2001), Bully (2001), Assassinat... 1, 2, 3 (2002), Seda (2007), Seven Psychopaths (2012) I Origins (2014) i Ghost in the Shell (2017). Altres papers televisius pels quals és conegut són Henry Parker al drama adolescent Dawson's Creek (1999–2000) i Mason Verger a la segona temporada de la sèrie de la NBC Hannibal (2014).

## Trajectòria
Pitt és fill de Donald B. Pitt, un mecànic d'automòbils, i d'Eleanor Carol Pitt, una cambrera. Té dues germanes i un germà gran. Pitt va fer el seu debut a l'Off-Broadway el 1999 a l'obra The Trestle at Pope Lick Creek al New York Theatre Workshop.
El 2001, Pitt va obtenir el paper de Tommy Gnosis, l'amant d'una estrella de rock trans anomenada Hedwig, a la pel·lícula Hedwig and the Angry Inch, una adaptació del musical homònim de 1998 de John Cameron Mitchell. Després va treballar a Bully (2001), Assassinat... 1, 2, 3 (2002) i Funny Games, un remake de 2007 de Larry Clark de la pel·lícula de 1997 de Michael Haneke amb el mateix títol.
Pitt atribueix el seu èxit al cinema a una combinació de treball i la presència d'«uns quants àngels a la meva vida». També ha subratllat que escull papers no amb l'esperança que obtinguin èxit comercial o per guanyar notorietat, sinó per a crear art i desafiar el públic.
El 2004, Pitt va aparèixer a Heart Is Deceitful Above All Things d'Asia Argento i The Village de M. Night Shyamalan, i el 2005 va protagonitzar Last Days, de Gus Van Sant, en el paper de Kurt Cobain. Al plató de Last Days, va conèixer a Thurston Moore de Sonic Youth, que havia estat contractat per Van Sant per a fer de consultor musical de la pel·lícula.
El 2006, va protagonitzar la comèdia romàntica Delirious, fent d'un jove sensesostre que es fa amic d'un fotògraf famós i s'enamora d'una cantant pop. La pel·lícula es va estrenar al Festival de Cinema de Sundance. L'any següent, va treballar al costat de Keira Knightley a Seda, una adaptació de la novel·la d'Alessandro Baricco, interpretant un contrabandista de cucs de seda francès que s'enamora de la concubina d'un baró mentre és al Japó. El 2017 Pitt va protagonitzar la pel·lícula Ghost in the Shell en el paper del malvat pirata informàtic Kuze.